# Good Shoes
I Good Shoes sono un gruppo musicale indie rock inglese.

## Storia del gruppo
Il gruppo è stato fondato dal cantante Rhys Jones e dal chitarrista Steve Leach che in passato suonavano e componevano musica insieme come hobby. Entrambi hanno presenziato come duo, con il nome di Good Shoes, all'evento di beneficenza Tom-Fest a Kingston. In seguito decisero di trasformare il loro hobby in una vera e propria band, coinvolgendo Tom, fratello di Rhys, e Joel Cox, amico di infanzia dei due.

## Membri
- Rhys Jones - voce, chitarra
- Steve Leach - chitarra
- Will Church - basso
- Tom Jones - batteria

## Discografia

### Album
- Think Before You Speak (2007)
- Live at the Astoria (2007)
- No Hope, No Future (2010)

### Singoli
- All In My Head (2006)
- The Photos On My Wall (2007)
- Never Meant To Hurt You (2007)
- Morden (2007)
- Small Town Girl (2007)
- Under Control (2010)

### EP
- We Are Not The Same (2006)